# Федичкин, Дмитрий Иванович
Дмитрий Иванович Федичкин (1885, Тамбов, Российская империя — 1966) — русский военный деятель, участник Русско-японской, Первой мировой, Гражданской войн, командующий вооружёнными силами восставших во время Ижевско-Воткинского восстания.

## Биография
Родился в Тамбове, в семье унтер-офицера. Окончил Оренбургское реальное училище (1902), Казанское юнкерское училище (1909). 
С 3 августа 1904 года принял участие в Русско-японской войне, несколько раз был ранен, отличился в ходе сражений под Сандепу и Мукденом, 13 месяцев провёл в японском плену. Удостоился Георгиевских крестов 4-й и 3-й степени. 
10 июня 1911 переходит в 13-й Туркестанский стрелковый полк, и 12 июня 1913 года Федичкина производят в поручики. 
В боях Первой мировой войны участвовал в сражениях на Кавказском фронте, отличился в боях при Сарыкамыше и Эрзеруме. В январе 1916 года — штабс-капитан, командир роты. Отличился при атаке на укрепления у селения Выхыл-Капу в ночь с 14 на 15 января, за что удостоился Ордена Святого Георгия 4-й степени. Дослужился до полковника, награжден пятью орденами и закончил войну командиром 13-го Туркестанского стрелкового полка. 
Весной 1918 года участвовал в антисоветской повстанческой организации в Казани. В начале августа 1918 приехал в Ижевск, где стал одним из руководителей рабочего антибольшевистского восстания. Сформировал отряд, ставший ядром Ижевской армии, 13 августа 1918 назначен её командиром. В начале сентября стал командующим Прикамской Народной армией. 15 октября оставил командование и уехал в Уфу, где в ноябре вступил в Сибирскую добровольческую армию. Военный комендант Томска. В мае 1919 назначен помощником командира Ижевской стрелковой дивизии. В Томске организовал сбор по госпиталям выздоравливающих ижевцев и направлял их в дивизию. После падения белого Омска Федичкин вместе с семьёй принимает участие в Великом Сибирском Ледяном Походе.
После разгрома Русской армии эмигрировал в Шанхай, затем в США. В эмиграции проживал в Сан-Франциско. Чтобы содержать семью, был вынужден заниматься тяжёлым физическим трудом. Скончался в возрасте 81 года, 24 октября 1966 года. Похоронен на кладбище Колма.

## Воспоминания
Федичкин Д. И. Ижевское восстание в период с 8 августа по 20 октября 1918 года // «Первопоходник», февраль 1974. — № 17.